# Francia en los Juegos Olímpicos de la Juventud 2018
Francia compitió en los Juegos Olímpicos de la Juventud 2018 en Buenos Aires, Argentina, celebrados entre el 6 y el 18 de octubre de 2018. Su delegación obtuvo 5 medallas doradas, 15 plateadas y 7 de bronce.

## Medallero
| Medalla       | Oro | Plata | Bronce | Total |
| ------------- | --- | ----- | ------ | ----- |
| Total oficial | 5   | 15    | 7      | 27    |

## Tiro con arco
Francia clasificó a una arquera en esta disciplina.
- Individual femenino - 1 plaza

## Bádminton
Francia clasificó dos jugadores en esta disciplina.
- Individual masculino - Arnaud Merkle
- Individual femenino - Léonice Huet

## Baloncesto
Francia clasificó a un equipo femenino en esta disciplina.
- Torneo femenino - 1 equipo de 4 atletas

## Canotaje

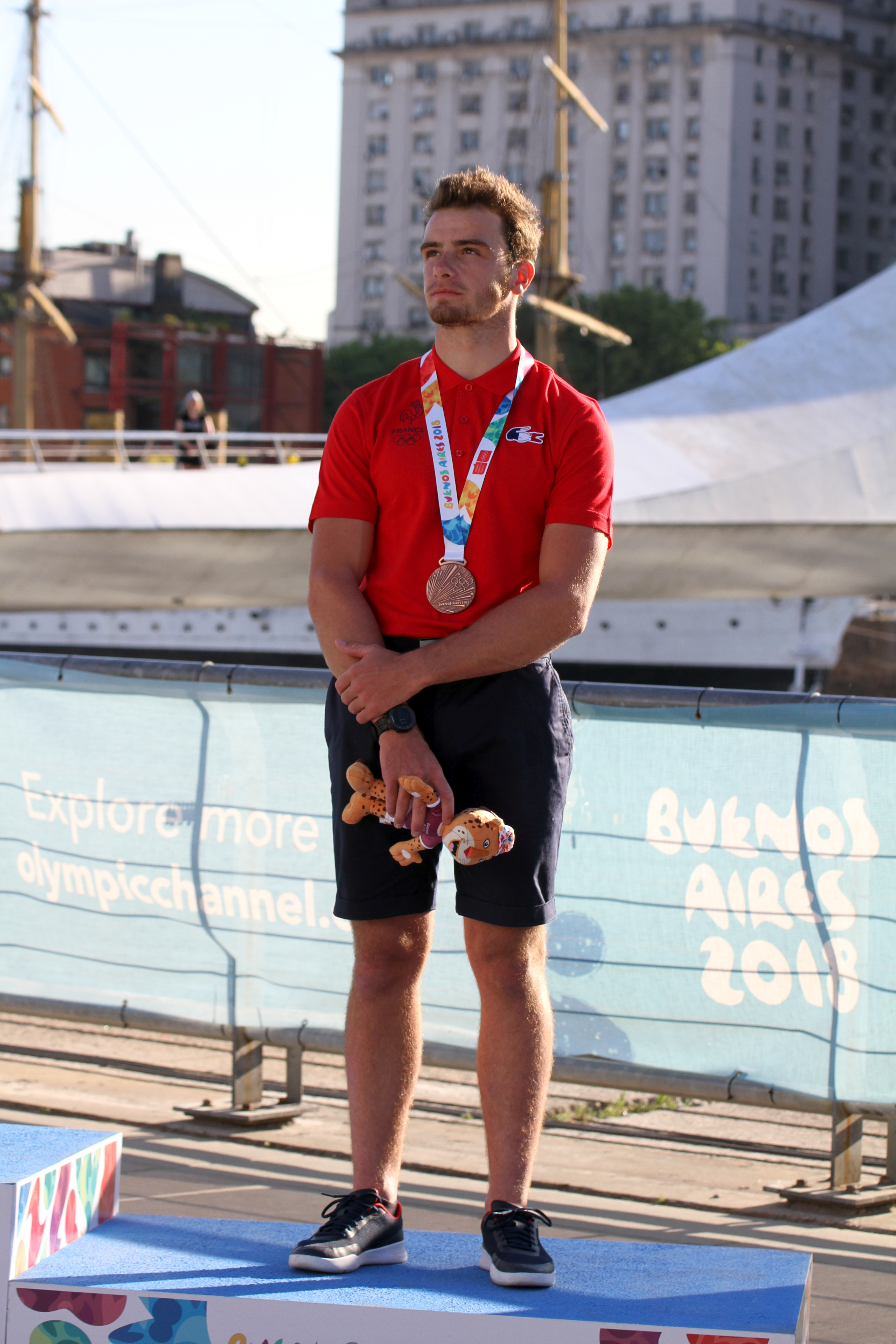
Tom Bouchardon

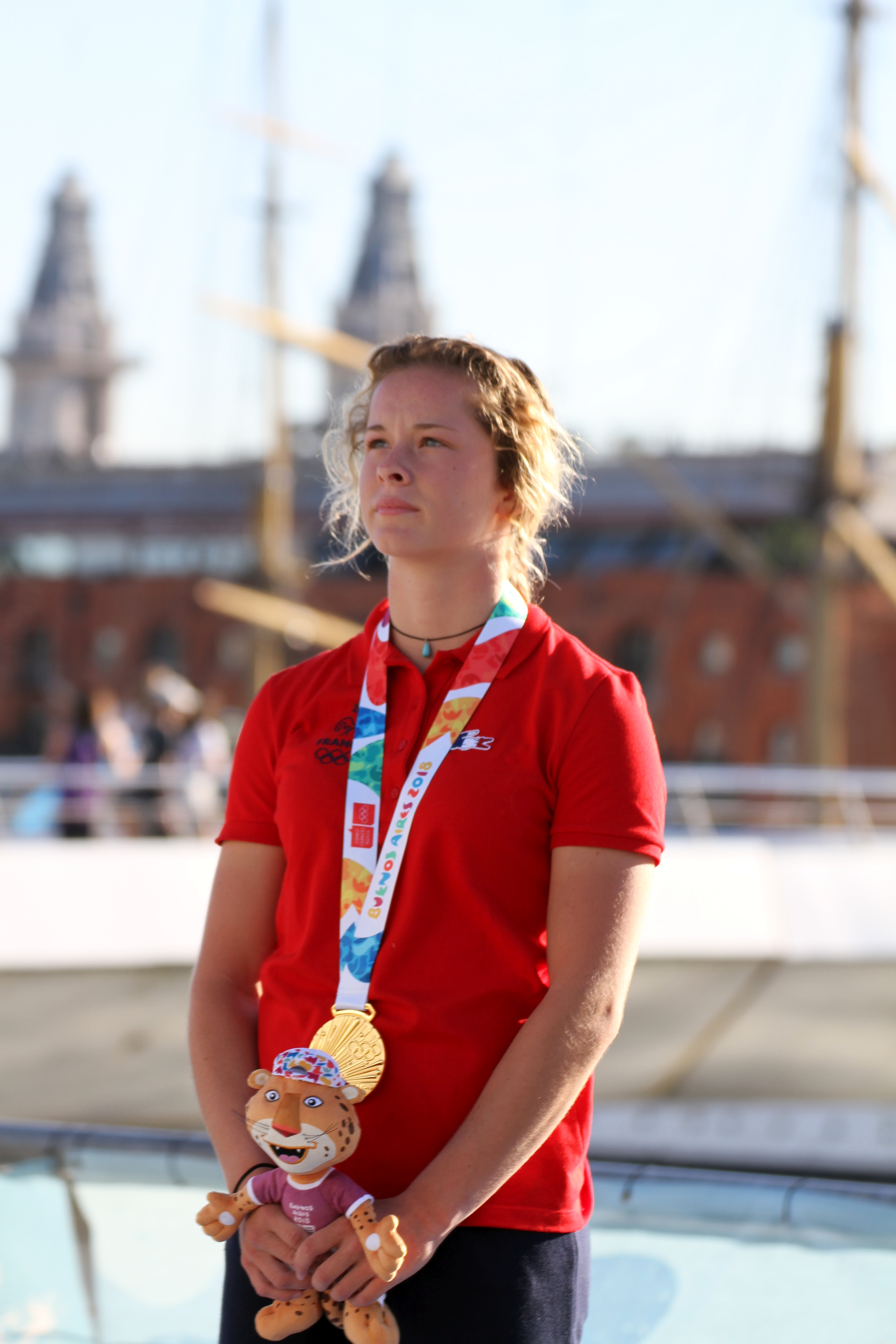
Doriane Delassus

Francia clasificó tres botes en esta disciplina.
- K1 masculino - 1 bote
- C1 femenino - 1 bote
- K1 femenino - 1 bote

## Baile deportivo
Francia calificó a dos bailarines con base en su desempeño en el Campeonato Mundial Juvenil de 2018.
- Masculino - Martin
- Femenino - Senorita Carlota

## Esgrima
Francia clasificó dos atletas en esta disciplina.
- Florete masculino - Armand Spichiger
- Sable masculino - Samuel Jarry

## Gimnasia

### Artística
Francia clasificó a dos gimnastas con base en su desempeño en el Campeonato de Europa Junior 2018.
- Individual masculino - 1 plaza
- Individual femenino - 1 plaza

### Rítmica
Francia clasificó a una gimnasta rítmica.
- Individual femenino - 1 plaza

## Pentatlón moderno
Francia clasificó a dos atletas.
- Individual masculino - Hugo Fleurot
- Individual femenino - Emma Riff

## Patinaje
Francia clasificó a dos patinadores para las disciplinas de velocidad.
- Evento masculino - Ewen Foussadier
- Evento femenino - Honorine Barrault

## Remo
Francia clasificó a un bote en esta disciplina.
- Individual femenino - Lucine AHYI

## Vela
- Techno 293+ masculino - 1 bote
- IKA Twin masculino - 1 bote
- Techno 293+ femenino - 1 bote
- IKA Twin femenino - 1 bote
- Nacra 15 mixto - 1 bote

## Tiro deportivo
Francia clasificó a una tiradora deportiva.
- 10m Pistola femenino - 1 plaza

## Escalada deportiva
Francia clasificó dos escaladores.
- Combinado masculino - 2 plazas (Sam Avezou, Nathan Martin)

## Tenis de mesa
Francia clasificó a dos deportistas en esta disciplina.
- Individual masculino - Bastien Rembert
- Individual femenino - Lucie Gauthier

## Triatlón
Francia clasificó a dos atletas en esta disciplina.
- Individual masculino - 1 plaza
- Individual femenino - 1 plaza